# Temple protestant de Saumur
Le temple protestant de Saumur est un édifice religieux situé  rue des Païens à Saumur, département de Maine-et-Loire. La paroisse est membre de l'Église protestante unie de France.

## Histoire
Le premier temple protestant de Saumur est construit en 1590 sur les deniers du théologien Philippe Duplessis-Mornay et de son épouse Charlotte d'Arbeleste. Il est inauguré en mars 1593 par le roi de France Henri IV, né protestant. L'établissement de la cité comme place de sureté protestante en 1589 et la fondation de l'Académie de Saumur en 1599 attire de nombreux huguenots. 
En 1685, à la révocation de l'édit de Nantes, le temple est détruit « jusques aux fondations ».
Le temple est reconstruit en 1843 sur les plans de l'architecte Charles Joly-Leterme.
Le temple est endommagé durant combats de Saumur pendant la Seconde Guerre mondiale,. Il est inscrit au titre des monuments historiques par arrêté du 18 avril 1991.

## Architecture
La façade s'inspire des temples antiques de Paestum, au sud de Naples. Quatre colonnes de style dorique supportent un fronton triangulaire surmonté d'une croix. Sur le fronton rayonne un triangle représentant le Dieu Trinitaire, dans lequel est gravé en lettres capitales « A la gloire de Dieu, Père, Fils et St Esprit ».